# CP-інваріантність
CP-інваріантність (CP — від англ. Charge Parity) — незмінність фізичних законів щодо комбінації операцій зарядового спряження та зміни напрямку координатних осей. CP-інваріантність зберігається в сильній взаємодії, але не зберігається в слабкій взаємодії.
Оскільки CPT-інваріантність, що виводиться із принципів відносності та близькодії, завжди справедлива, то порушення CP-інваріантності означає порушення T-симетрії, тобто неоднаковість фізичних законів при зміні напрямку плину часу.

## Порушення CP-інваріантності
Порушення CP-інваріантності при слабкій взаємодії було експериментально зафіксоване у 1964 в експериментах із розпадом нейтральних каонів. Автори відкриття Джеймс Кронін та Вал Фітч нагороджені Нобелівською премією за 1980. Інший, прямий, механізм порушення CP-інваріантності був відкритий в 1990 в ЦЕРНі в експерименті NA31 і підтверджений в 1999 в Фермілабі та цернівському експерименті NA38.
У 2001 порушення CP-інваріантності було зафіксоване в експериментах з B-мезонами.
Досі, станом на 2010, не існує свідчень того, що CP-інваріантність порушується в сильній взаємодії.